# 성은준
성은준(1970년 8월 20일 ~)은 대한민국의 축구 지도자이자, 전 축구 선수다. 1993년 드래프르 5순위로 대우 로얄즈에 입단했다. 이후 전북 버팔로를 거쳐 태국 리그에서 뛰었다. 2002년부터는 축구 지도자로 활동하고 있다.

## 출신 학교
- 전주공업고등학교
- 호남대학교